# Słuchowe potencjały wywołane
Słuchowe potencjały wywołane (ang. Auditory Evoked Potentials, AEP) – sygnały elektryczne powstające na kolejnych piętrach drogi słuchowej, w odpowiedzi na bodziec dźwiękowy. Rejestrowane są na powierzchni czaszki, błony bębenkowej, w uchu środkowym lub bezpośrednio na powierzchni pnia mózgu.

## Rejestracja
Słuchowe potencjały wywołane zapisywane są przy pomocy elektrod powierzchniowych, rejestrujących czynność bioelektryczną mózgu. Ze względu na niewielką amplitudę tych potencjałów (około 1 μV), w porównaniu do spontanicznej aktywności elektrycznej mózgu (kilkadziesiąt μV), pojedyncze odpowiedzi są niemożliwe do uwidocznienia. W celu ich wydobycia, stosuje się metodę uśredniania wielu sygnałów, bazując na znanej zależności czasowej pomiędzy pobudzeniem przez bodziec akustyczny a wystąpieniem potencjału wywołanego.

## Rodzaje
W zależności od czasu jaki upłynie od podania bodźca dźwiękowego do momentu rejestracji potencjału elektrycznego (tzw. latencji) wyróżniamy potencjały krótko-, średnio- i długolatencyjne. Czas latencji, zwany inaczej czasem utajenia, jest bezpośrednio związany z anatomicznym miejscem powstawania potencjału elektrycznego na drodze słuchowej. Potencjały krótkolatencyjne powstają prawidłowo w pierwszych 10 ms od podania bodźca dźwiękowego, średniolatencyjne ujawniają się w ciągu 10-100 ms, a długolatencyjne w przedziale 100-1000ms.
Do rejestracji grup potencjałów wywołanych stosowane są następujące metody pomiarowe:
- elektrokochlearografia (ang. electrocochleography - ECoG)
- słuchowe potencjały wywołane pnia mózgu - (ang. Auditory Brainstem Response - ABR)
- słuchowe potencjały wywołane średniolatencyjne (ang. middle latency responses - MLR)
- słuchowe potencjały wywołane stanu ustalonego (ang. auditory steady state responses - ASR)
- potencjały korowe - (ang. cortical electric response audiometry - CERA)
- potencjały niezgodności - (ang. mismatched negativity - MMN)
- metoda rejestracji fali P-300

### BAEP
BAEP (ang. Brainstem Auditory Evoked Potential) – słuchowe potencjały wywołane pnia mózgu, lub w niektórych źródłach ABR (ang. Auditory Brainstem Response) albo BAER (ang. Brainstem Auditory Evoked Response) – odpowiedź pnia mózgu na bodziec akustyczny.
W praktyce klinicznej największe znaczenie ma metoda badania słuchowych potencjałów wywołanych pnia mózgu (ABR). Jest to metoda obiektywna pozwalająca ocenić próg słyszenia, różnicować zaburzenia słuchu, a także monitorować funkcję nerwu słuchowego i pnia mózgu w czasie zabiegów otoneurologicznych.

### MLAEP
MLAEP (ang. Middle Latency Auditory Evoked Potentials) – potencjały średniolatencyjne, pojawiają się po sygnałach ABR. Spotyka się również określenie MLR (ang. Middle Latency Response). Pochodzą z kory słuchowej i występują około 15–100 ms od pobudzenia. Fale MLAEP stopniowo zmniejszają się aż do całkowitego zniknięcia po zaśnięciu.

### LLAEP
LLAEP (ang. Long Latency Auditory Evoked Potential) – sygnały późniejsze, pochodzące z głębszych obszarów mózgu i związane z procesami rozumienia. Występują około 110–1000 ms po pobudzeniu.